# Theodor Fahr
Theodor Fahr (30 de Novembro de 1909 — 12 de Novembro de 1944) foi um comandante de U-Boot que serviu na Kriegsmarine durante a Segunda Guerra Mundial.
No ano da „Machtergreifung“ do nazismo foi em 11 de novembro assinou a Declaração dos Professores Alemães por Adolf Hitler.